# Stříbrná (Praha)
Stříbrná ulice na Starém Městě v Praze je krátká ulice spojujíci Náprstkovu ulici a Anenské náměstí. Je natolik úzká, že auta jí neprojdou a je do ní zákaz vjezdu motorových vozidel. Celou západní stranu uličky tvoří palác Pachtů z Rájova.

## Historie a názvy
Celá oblast kolem kláštera dominikánek sv. Anny se v 14. a 15. století nazývala „U svaté Anny“. Od 19. století se používá název „Stříbrná“ podobně jako „Zlatá“ pro dnešní Náprstkovu, kde bydleli zlatníci a šperkaři. Ulice byla původně užší, ale rozšířili ji na vození vody v případě požáru.

## Budovy, firmy a instituce
- Trnkův dům - Stříbrná 2[4]